# Burkaci, Horohiv
Burkaci (în ucraineană Буркачі) este un sat în comuna Merva din raionul Horohiv, regiunea Volînia, Ucraina.

## Demografie
Componența lingvistică a localității Burkaci
     Ucraineană (99,72%)
     Alte limbi (0,28%)
Conform recensământului din 2001, majoritatea populației localității Burkaci era vorbitoare de ucraineană (99,72%), existând în minoritate și vorbitori de alte limbi.